# Anders Lennart Lewin
Anders Lennart Lewin, född 12 januari 1828 i Klara församling, Stockholm, död 29 mars 1886 i Gärdhems församling, Älvsborgs län, var en svensk häradshövding och riksdagsman.
Lewin var häradshövding i Flundre, Väne och Bjärke domsaga. Han var ledamot av riksdagens andra kammare 1881–1885, invald i Flundre, Väne och Bjärke domsagas valkrets.